# Noble Yeats
Noble Yeats, född 16 maj 2015 på Irland, är ett engelskt fullblod, mest känd för att ha segrat i Grand National (2022).

## Bakgrund
Noble Yeats är en brun valack efter Yeats och under That's Moyne (efter Flemensfirth). Han föddes upp av Kristene Hunter och ägs av Robert Waley-Cohen. Han tränas av Emmet Mullins.
Då han segrade i 2022 års upplaga av Grand National den 9 april 2022 tillsammans med jockeyn Sam Waley-Cohen, blev han den första sjuåriga hästen att segra, sedan Bogskar, 1940.

## Statistik i Grand National
| År   | Placering | Jockey          | Ålder | Handikapp | Odds | Marginal             |
| ---- | --------- | --------------- | ----- | --------- | ---- | -------------------- |
| 2022 | 1         | Sam Waley-Cohen | 7     | 10-10     | 50-1 | Segrade med 2¼ längd |

## Stamtavla
| Efter Yeats (IRE) 2001        | Sadler's Wells 1981 | Northern Dancer | Nearctic       |
| Efter Yeats (IRE) 2001        | Sadler's Wells 1981 | Northern Dancer | Natalma        |
| Efter Yeats (IRE) 2001        | Sadler's Wells 1981 | Fairy Bridge    | Bold Reason    |
| Efter Yeats (IRE) 2001        | Sadler's Wells 1981 | Fairy Bridge    | Special        |
| Efter Yeats (IRE) 2001        | Lyndonville 1988    | Top Ville       | High Top       |
| Efter Yeats (IRE) 2001        | Lyndonville 1988    | Top Ville       | Sega Ville     |
| Efter Yeats (IRE) 2001        | Lyndonville 1988    | Diamond Land    | Sparkler I     |
| Efter Yeats (IRE) 2001        | Lyndonville 1988    | Diamond Land    | Canaan         |
| Undan That's Moyne (IRE) 2000 | Flemensfirth 1992   | Alleged         | Hoist The Flag |
| Undan That's Moyne (IRE) 2000 | Flemensfirth 1992   | Alleged         | Princess Pout  |
| Undan That's Moyne (IRE) 2000 | Flemensfirth 1992   | Etheldreda      | Diesis         |
| Undan That's Moyne (IRE) 2000 | Flemensfirth 1992   | Etheldreda      | Royal Bund     |
| Undan That's Moyne (IRE) 2000 | It's Mine 1991      | Yashgan         | Hot Grove      |
| Undan That's Moyne (IRE) 2000 | It's Mine 1991      | Yashgan         | Val Divine     |
| Undan That's Moyne (IRE) 2000 | It's Mine 1991      | Your Mine       | Push On        |
| Undan That's Moyne (IRE) 2000 | It's Mine 1991      | Your Mine       | Leebrook Lass  |